# Доу, Сэмюэл Каньон
Сэ́мюэл Ка́ньон До́у (англ. Samuel Kanyon Doe; 6 мая 1951, дер. Тузон, Гранд-Геде — 9 сентября 1990, Монровия, Либерия) — фактический руководитель Либерии с 1980 и официальный президент с 1986 по 1990 год.

## Биография
Происходил из племени кран из группы народов кру, его отец был солдатом либерийской армии. С 17 лет на службе в вооружённых силах Либерии, дослужился до звания старшего сержанта (с мая 1979 года). В 1979 году прошёл курс подготовки в подразделении коммандос. В армии сблизился с оппозицией.
12 апреля 1980 года он возглавил военный переворот, в ходе которого президент Республики Уильям Толберт был убит. Вслед за этим были убиты или казнены и многие члены правительства Толберта. Доу стал главой государства и председателем Совета народного спасения, присвоив себе звание генерала. С 1981 года — верховный главнокомандующий вооружённых сил.
В 1984 году упразднил Совет народного спасения, заменив его Временной народной ассамблеей. В июле 1984 года в стране прошёл референдум, одобривший проект новой конституции. Возглавил вновь созданную Национально-демократическую партию, которая выдвинула его на пост президента на всеобщих выборах 15 октября 1985 года (получил 50,9 % голосов и официально стал президентом страны с января 1986 года).
Первоначально его режим пользовался относительно широкой поддержкой, но затем он постепенно установил в стране этническую диктатуру племени кран. Однако всё громче звучали призывы к переходу к гражданскому правлению, и в 1986 году с многочисленными нарушениями он был избран президентом Республики. Чтобы соответствовать Конституции, по которой президентом Республики мог стать только гражданин, достигший возраста 35 лет, в документах приписал себе год.
С его приходом прекратила существование старейшая партия Либерии «Партия истинных вигов», а преемница первой легальной оппозиционной ей силы (Прогрессивного альянса Либерии), Объединённая народная партия, была поставлена вне закона за свой «социалистический уклон». Во внешней политике полностью следовал курсу США и 18 июля 1985 года разорвал дипломатические отношения с СССР.
Пережил несколько попыток переворота. В частности, 1 апреля и 12 ноября 1985 года: в первом случае в него стрелял из пулемёта заместитель командира батальона президентской охраны, во втором — попытка переворота во главе с активным участником переворота 1980 года и главкомом сухопутных сил в 1980—1983 годах генералом Куиуонкпа (погиб в ходе полуторасуточных боёв в столице), уже организовывавшим в 1983 году заговор. Ситуация была использована президентом как повод для разгрома всех несогласных. В ходе последовавших репрессий погибло около 1,5 тысячи человек, главным образом, гражданских лиц.
После попытки государственного переворота Доу объявил по радио и телевидению, что любой, кого найдут на улице после комендантского часа в 18:00, будет считаться мятежником и немедленно казнён.
6 января 1986 года, в день его инаугурации в качестве двадцать первого президента, на стадионе состоялось шоу с несколькими либерийскими девушками, которые артистично танцевали в его честь с различными обручами, позже танцоры танцевали с маракасами, наконец, армия выстроилась в строй и в первую очередь, ряды трубили в толстые трубы.
3 мая 1986 года в выступлении по телевидению С. Доу заявил, что экономика страны на грани краха. Для «совместного принятия решений» в ключевые министерства и финансовые организации были приглашены представители США.
В декабре 1989 года на северо-востоке страны был образован Национальный патриотический фронт Либерии — НПФЛ во главе с Чарльзом Тейлором. В Либерии началась первая гражданская война. Национальный патриотический фронт быстро рос, и вскоре его бойцы контролировали 90 % территории Либерии. Однако от НПФЛ откололась группировка во главе с Принсом Джонсоном, который воевал как против Сэмюэла Доу, так и против Чарльза Тейлора, возглавлявшего НПФЛ. В сентябре 1990 года отряды Джонсона окружили Монровию. Под видом переговоров Джонсон вызвал С. Доу в миссию ООН, там Доу был похищен, а затем жестоко убит (для демонстрации отсутствия его магической защиты) — перед смертью ему сначала сломали руки, позже ошеломленного Доу допрашивают, приковывая кандалы к его ногам, в записях видно, как половой орган Доу был перевязан некой веревкой. После убийства Доу в стране установилась диктатура Чарльза Тейлора, а страна погрузилась в длительную гражданскую войну, унёсшую жизни 150 тысяч человек.

## Личная жизнь
Был баптистом. Одно время принадлежал к Первой Баптистской Церкви в городе Зведру.

## Память
- В Монровии есть футбольный стадион имени Сэмюэла Доу[7].